# A cena con un cretino
A cena con un cretino (Dinner for Schmucks) è un film del 2010 diretto da Jay Roach.
Commedia con protagonisti Steve Carell e Paul Rudd; è il remake del classico del cinema comico francese La cena dei cretini.

## Trama
Tim è un dipendente ambizioso di una società di investimenti che, per assecondare il suo capo, rinuncia ai suoi principi per procurarsi un fenomeno da baraccone da esibire durante una singolare cena dedicata a dei "cretini" da prendere in giro. La persona in cui si imbatte casualmente è Barry che, pur sembrando adatto a vincere la gara, finisce per creare a Tim notevoli problemi con la sua ragazza e nella sua vita in generale.
Barry è un appassionato di tassidermia: egli infatti ama imbalsamare dei topolini e vestirli come se fossero delle persone, inserendoli poi in elaborati plastici.

## Produzione
L'elaborato diorama con i topi e i "topolavori" (riproduzioni di capolavori dell'arte con topi come protagonisti) sono stati creati dai Fratelli Chiodo.

## Distribuzione
Il film è uscito nelle sale cinematografiche francesi il 21 luglio 2010, in quelle statunitensi il 23 luglio 2010. In Italia la pellicola è stata distribuita da Universal Pictures il 5 novembre 2010.

## Riconoscimenti
- 2010 - Satellite Award
  - Candidatura per il miglior attore in un film commedia o musicale a Steve Carell
- 2011 - The Comedy Awards
  - Miglior attore comico – Cinema a Zach Galifianakis